# Eurajoki
Eurajoki [ˈeu̯rɑˌjoki] (schwedisch Euraåminne) ist eine Gemeinde mit 9211 Einwohnern (Stand 31. Dezember 2022) in der südwestfinnischen Landschaft Satakunta. Sie liegt rund 30 Kilometer südlich der Hafenstadt Pori an der Mündung des Flusses Eurajoki in den Bottnischen Meerbusen. Eurajoki ist ausschließlich finnischsprachig.

## Politik
Die politische Gemeinde Eurajoki besteht seit 1869 und umfasst neben dem Kirchdorf Eurajoki die Orte Auvi, Hankkila, Huhta, Ilavainen, Irjanne, Kainu, Kaukomäki, Kaukonpieli, Kaunissaari, Koivuniemi, Kuivalahti, Köykkä, Lapijoki, Lavila, Linnamaa, Lutta, Mullila, Pappila, Pihlaus, Rikantila, Saari, Sydänmaa, Tahkoniemi, Taipale, Tarvola, Vaimala, Vuojoki, und Väkkärä.
Eurajoki unterhält eine Städtepartnerschaft mit der deutschen Stadt Weener.

## Geographie
Die Landschaft des Gemeindegebiets ist geprägt von der immer noch anhaltenden postglazialen Landhebung, in deren Folge weite Teile des heutigen Festlands erst in den vergangenen Jahrhunderten aus dem Meer auftauchten. So befand sich die mittelalterliche Festung Liinmaa ursprünglich auf einer Insel nahe den Mündungen der Flüsse Eurajoki und Lapinjoki in die Ostsee, die aber heute durch den Landhub mit dem Festland zusammengewachsen ist. Von architektonischem Interesse ist das Gutshaus Vuojoki, das 1836 nach Plänen Carl Ludwig Engel im Empirestil erbaut wurde.

## Kernkraft
Die zu Eurajoki zählende Ostseeinsel Olkiluoto ist der Standort des Kernkraftwerks Olkiluoto mit drei der fünf Kernkraftreaktoren Finnlands, dabei befindet sich der dritte Reaktor derzeit in der Inbetriebnahmephase. Ihre Leistung deckt ab Sommer 2022 rund 40 % des Stromverbrauchs des Landes. Zum Kraftwerkskomplex zählt auch ein atomares Endlager.

## Bilder

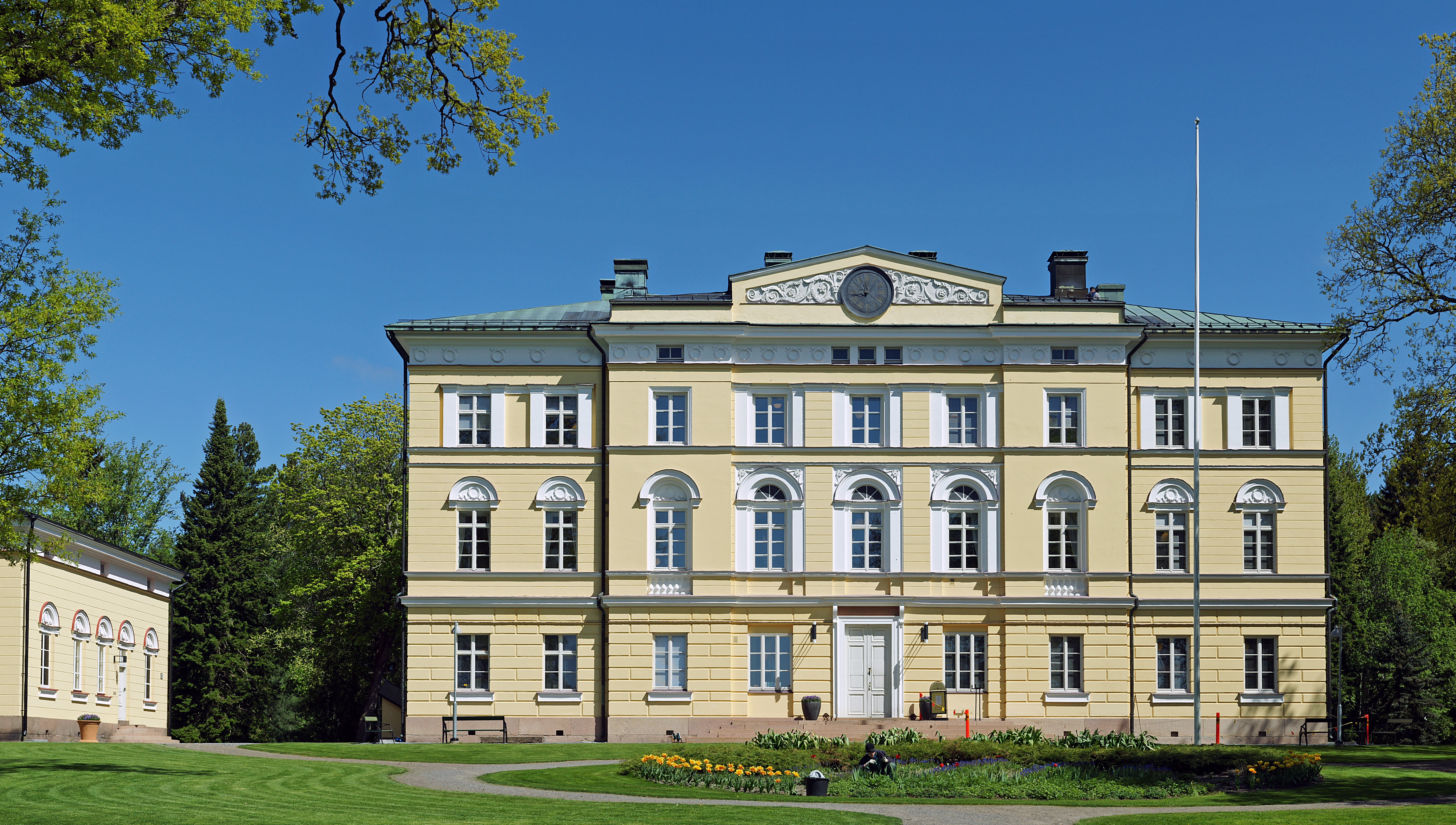
Das Gut Vuojoki
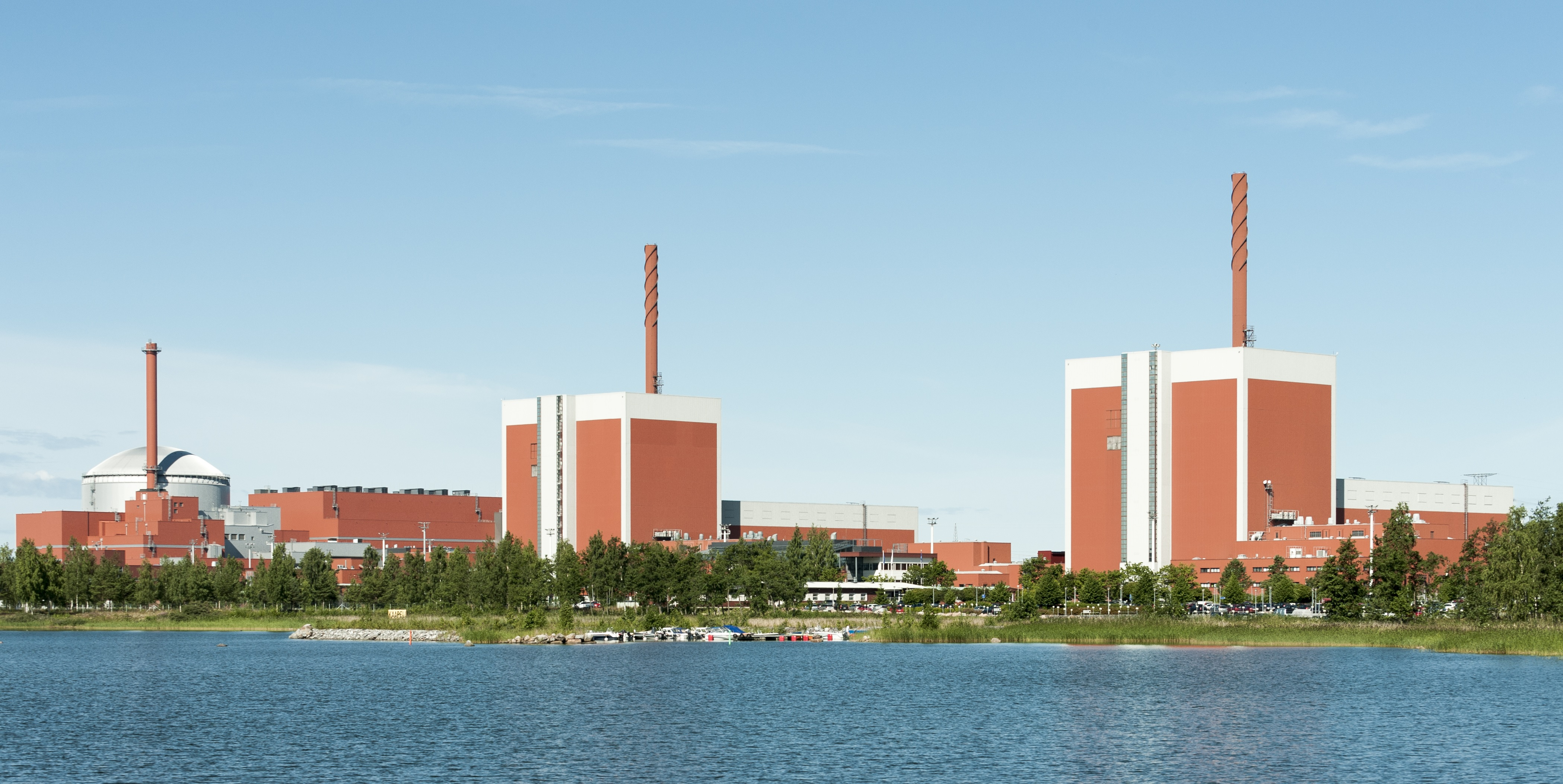
Das Kernkraftwerk Olkiluoto 2015